# Trochosa tristicula
Trochosa tristicula là một loài nhện trong họ Lycosidae.
Loài này thuộc chi Trochosa. Trochosa tristicula được Ludwig Carl Christian Koch miêu tả năm 1877.